# Botoșești-Paia (gmina)
Botoșești-Paia – gmina w Rumunii, w okręgu Dolj. Obejmuje tylko jedną miejscowość Botoșești-Paia. W 2011 roku liczyła 809 mieszkańców.